# María de Lima
María Magdalena de Lima Moreno (Salto, 15 de agosto de 1972) es una política uruguaya, perteneciente al Partido Nacional. Actualmente forma parte del Área de Descentralización y Cohesión Social de la Oficina de Planeamiento y Presupuesto (OPP), además, es la primera suplente de Gloría Rodríguez en la Cámara de Senadores.
Fue elegida alcalde del municipio de Nueva Helvecia, en el departamento de Colonia, para el período 2010-2015, y reelecta en el cargo para el período siguiente (2015-2020). En su primer mandato, De Lima fue además miembro de la mesa del Plenario de Alcaldes del Uruguay, como presidenta del mismo.
En julio de 2018 fue elegida vicepresidenta de la reciente agrupación Mejor País, movimiento político conformado por intendentes, exintendentes, alcaldes, ediles y dirigentes nacionalistas de todo el país que postulará un nuevo candidato para las elecciones internas de 2019.
Ha participado y disertado en foros sobre democracia directa en su país y en Suiza; también ha sido expositora en congresos y foros sobre descentralización.
Fue designada por el presidente Luis Lacalle Pou para integrar el Área de Descentralización y Cohesión Social de la Oficina de Planeamiento y Presupuesto, asumiendo este cargo el 1 de abril de 2020.